# Augusta Dohlmann

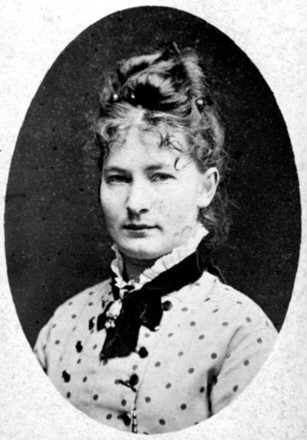
Fotografía de fines del siglo XIX

Henriette Augusta Johanne Dohlmann (Frederiksberg, 9 de mayo de 1847- Skotterup, 22 de junio de 1914) era una pintora danesa conocida por sus cuadros florales. 

## Biografía
Era hija del fabricante de madera danés Frits August Dohlmann y su esposa Anna Sophie Meyer.
Desde muy joven recibió lecciones de dibujo y pintura y en 1878 viajó a París para aprender francés y recibió lecciones del pintor Tony Robert-Fleury. 
En 1880 regresó a Dinamarca y presentó dos pinturas en la exposición de primavera de Charlottenborg. De vuelta a París, se formó los pintores Gustave Courtois, Raphaël Collin y Alfred Steevens. Tras una breve estancia en Florencia y Roma, volvió a trabajar en París con Louis Héctor Leroux y Jean Paul Laurens y estudió en la Académie Julien.
Desde la década de 1890, impartió clases de dibujo y pintura en Gothersgade.
Participó asimismo en varias exposiciones internacionales, incluidas varias en el Salón de París.